# Lema TI
Lema ist eine politische Gemeinde im Schweizer Kanton Tessin. Sie umfasst das untere Malcantone und gehört zum Kreis Breno beziehungsweise Bezirk Lugano.
Der Name bezieht sich auf den Monte Lema (1619 m ü. M.).

## Geschichte
Die Gemeinde entstand am 6. April 2025 durch Zusammenschluss der Gemeinden Astano, Bedigliora, Curio, Miglieglia und Novaggio.
Am 26. November 2023 haben alle fünf betroffenen Gemeinden in Volksabstimmungen für den Zusammenschluss gestimmt. Der Ja-Anteil betrug zwischen 62 und 91 Prozent.